# Banco Loaita
El Banco Loaita es una de las formaciones marítimas significativas en las Islas Spratly. Se trata de un sitio con 20 millas náuticas (37 km; 23 millas) de largo sobre su eje NE- SO, y que se extiende desde la isla Loaita al Noroeste de Dangerous Ground.
El banco contiene una serie de características marítimas , incluyendo bancos, arrecifes, una isla, dos cayos de arena y una laguna:
- Isla Loaita, ocupada por Filipinas (10° 41′N 114° 25′E )
- Cayo Lankiam ocupada por Filipinas (10° 43′N 114° 32′E )
- Loaita Nan
- Arrecife Loaita

y numerosas menos bien definidos / bajíos y arrecifes sin nombre.